# یاشکی (استان وارمی-ماسوری)
یاشکی (به لاتین: Jaśki) یک روستا در لهستان است که در گمینا اولتسکو واقع شده‌است.